# Lloyd Lowndes

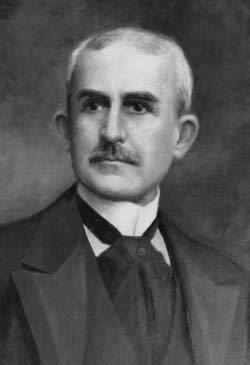
Lloyd Lowndes

Lloyd Lowndes, Jr. (* 21. Februar 1845 in Clarksburg, Virginia; † 8. Januar 1905 in Cumberland, Maryland) war ein US-amerikanischer Politiker und von 1896 bis 1900 Gouverneur des Bundesstaates Maryland. Außerdem vertrat er zwischen 1873 und 1875 seinen Staat im US-Repräsentantenhaus.

## Frühe Jahre und politischer Aufstieg
Lloyd Lowndes wurde in Clarksburg im heutigen West Virginia geboren. Er besuchte die Clarksburg Academy, das Washington and Jefferson College in Pennsylvania und das Allegheny College. Nach einem anschließenden Jurastudium an der University of Pennsylvania wurde er im Jahr 1867 als Rechtsanwalt zugelassen. Danach begann er in Cumberland in seinem neuen Beruf zu praktizieren. Gleichzeitig begann er eine erfolgreiche Laufbahn als Unternehmer. Unter anderem war er Eigentümer der Zeitung „Cumberland Daily News“.
Lowndes war Mitglied der Republikanischen Partei. Zwischen 1873 und 1875 vertrat er seinen Staat im US-Repräsentantenhaus in Washington. In den folgenden 20 Jahren widmete er sich wieder seinen privaten Geschäften, wozu inzwischen auch das Bankgewerbe gehörte. Am 5. November 1895 wurde er zum neuen Gouverneur seines Staates gewählt. Damit wurde er der erste Gouverneur der Republikanischen Partei in Maryland seit Thomas Holliday Hicks, der von 1858 bis 1862 als Gouverneur amtierte.

## Gouverneur von Maryland
Lloyd Lowndes trat seine vierjährige Amtszeit am 8. Januar 1896 an. In seine Regierungszeit fällt der Spanisch-Amerikanische Krieg, zu dem auch Maryland seinen Beitrag leisten musste. Innenpolitisch wurde ein geologisches Gutachten in Auftrag gegeben. Außerdem wurden die Wahlgesetze des Staates überarbeitet. Die Stadt Baltimore erhielt eine neue Kommunalverfassung.
Im Jahr 1899 bewarb sich Lowndes erfolglos für eine zweite Amtszeit. Daher musste er am 10. Januar 1900 aus seinem Amt ausscheiden. In den folgenden Jahren war er der politische Kopf der Republikaner in Maryland. Ansonsten widmete er sich seinen zahlreichen privaten Geschäften. Lloyd Lowndes starb am 8. Januar 1905. Mit seiner Frau Elizabeth Tasker Lowndes hatte er sechs Kinder.